# Korrektionstabel
En korrektionstabel er en fortegnelse – en liste – over værdier, som skal lægges til eller trækkes fra en kendt værdi.
Et eksempel kunne være, at man kender en persons vægt i påklædt tilstand og ønsker at finde personens vægt uden tøj.
Ved hjælp af en tabel, som angiver, hvor meget forskellige beklædningsgenstande (undertøj, sokker, benklæder, skjorte, sko, osv.) vejer, kan man så med god præcision beregne vægten i afklædt tilstand.
| Matematik | Spire Denne artikel om matematik er en spire som bør udbygges. Du er velkommen til at hjælpe Wikipedia ved at udvide den. |